# 一个女人的史诗
《一个女人的史诗》是一部2009年中國大陸的電視劇，改编自著名作家严歌苓的同名小说，由中国电影金鸡奖最佳导演夏钢执导，严歌苓钦点赵薇出演本剧的灵魂人物--田苏菲。中国大陆DVD发行为34集完全版。
剧中描写了三反五反、文化大革命等部分，江苏卫视首播时，由于审查原因删掉了相当于4集的“敏感”戏量，为30集。
本剧在江苏卫视的首播，收视率位列同时段全国第一，中国媒体称“赵薇的演技达到新的里程碑”。

## 角色
- 田苏菲 赵　薇饰演
- 欧阳萸 刘　烨饰演
- 都　汉 孙海英饰演
- 小菲妈 方子春饰演
- 伍善贞 张　希饰演
- 善贞妈 吴　冕饰演
- 歐陽雪 景　甜饰演

## 戏中戏
由于赵薇饰演的田苏菲是解放军文工团的话剧演员，对比小说，剧中增加了不少戏中戏的部分。《北京娱乐信报》评论：“赵薇的多场‘戏中戏’看起来也十分赏心悦目，她身上时尚与传统兼有的个人色彩让这10多个经典话剧中的形象活灵活现，满足了许多观众浓厚的怀旧情结。”
- 《白毛女》饰演喜儿
- 《刘胡兰》饰演刘胡兰
- 《以革命的名义》饰演雅什卡
- 《布谷鸟又叫了》饰演童亚男
- 《雷雨》饰演四凤
- 《霓虹灯下的哨兵》饰演春妮/童妈妈（文革期间）
- 《南海长城》饰演甜姐
- 《沙家浜》饰演阿庆嫂/沙奶奶（文革期间）
- 《李双双》饰演李双双
- 《玩偶之家》饰演娜拉

歌舞表演
- 《北京的金山上》
- 《打靶歸來》

## 主題曲
- 片頭曲：《女人如詩》，演唱者景甜
- 片尾曲：《晚晴》，演唱者趙薇、李泉

## 评价
电视剧播出后，整部剧集和赵薇的表演在中国评论界均获得了很高的评价。中国电视艺术家协会甚至为本剧专门召开了“《一个女人的史诗》理论研讨会”，专家认为“在表现革命队伍中的爱情故事上，《一个女人的史诗》摆脱了以往女性出于对军人的崇拜，甚至是政治服务式的爱情，而是表现了一段纯粹的爱情，是一次突破、该剧女主人公纯粹爱情的表现，再当下描写婚姻爱情题材作品中已不多见，这一荧幕形象引发了专家们的热议。”《中国电视》杂志称，本剧是“用交织着情欲爱恋的悲欢离合构筑起一部女人的‘史诗’”。
- 原作者严歌苓看过赵薇的表演后大受感动，称“她演得非常好。她和欧阳吵架要离婚拎着箱子要走那段我都看哭了，真的演得非常非常好，而且也很漂亮。赵薇表演非常准确，而她这种年龄段根本没有大到能够非常准确演出来的程度，所以是非常不容易的。”

- “《一个女人的史诗》是一部十分成功的电视连续剧，剧中小菲这个过去影视剧中从未出现过的女人形象，相信会给观众留下难忘的印象。”----《人民日报》[4]

- “这部电视剧，即使看起来是个情感故事，它也具有了一种我们这个时代特有的美学品格。其核心就是:它用自己独特的艺术语言和艺术样式在尽可能深广的程度上再现了历史的真实，在尽可能复杂的维度上刻画并辨析了人性的深度。”----《光明日报》[5]

- “《一个女人的史诗》是文学艺术与电视剧艺术结缘互补的成功范例。“田苏菲”这个人物形象值得一议。她既是严歌苓笔下那个情绪饱满、情感充沛的田苏菲，同时亦是屏幕上按照导演的理解塑造的、由演员赵薇注入了个性化表演的有血有肉的田苏菲。”----孙百卉 仲呈祥(原中国文联副主席)[6]

## 获奖与提名
| 年份   | 结果 | 评奖名称                  | 奖项               | 获奖者 |
| ------ | ---- | ------------------------- | ------------------ | ------ |
| 2009年 | 獲獎 | 搜狐網電視劇季評-09第一季 | 最受歡迎電視連續劇 | -----  |
| 2009年 | 獲獎 | 搜狐網電視劇季評-09第一季 | 最受歡迎女演員     | 趙薇   |